# Los Guayes Airport
Los Guayes Airport är en flygplats i Chile.   Den ligger i provinsen Provincia de Cautín och regionen Región de la Araucanía, i den södra delen av landet, 600 km söder om huvudstaden Santiago de Chile. Los Guayes Airport ligger 401 meter över havet. Den ligger vid sjön Lago Colico.
Terrängen runt Los Guayes Airport är varierad. Runt Los Guayes Airport är det glesbefolkat, med 15 invånare per kvadratkilometer..
I omgivningarna runt Los Guayes Airport växer i huvudsak blandskog.